# ディーン (教育)
ディーン (dean) は、英語圏の大学やカレッジなどにおける大学行政において、特定の学術単位組織や、特定の主題に関わる分野、あるいはその両方に対して重要な権限を握る人物を指す役職名。ディーンは、中学校や高等学校などにおいても、役職名として用いられることが時々ある。
ディーンの役職としての職責は、地域によって、また、大学によっても異なるが、多くの場合、日本の大学における「学部長」、「学生部長」などに相当する職責に当たるため、これらが日本語における訳語として用いられる場合もある。また、日本の大学における「学部長」を英語で「dean」と表現することがよくあり、さらに「研究科長」の訳語として用いられることもある。日本校を設けているテンプル大学では、テンプル大学ジャパンキャンパスの長である「Dean」を、日本語では「学長」と表現している。

## 言葉の由来
この言葉の起源は、中世の大規模な修道院（特にクリュニー会）の、（小さな大学キャンパスに匹敵する規模をもつ）数百人の修道僧を抱えるようなところで、ラテン語で「十人の長」を意味する「デカヌス (Decanus)」に由来している。修道僧たちは、10人単位で組織され、軍隊における小隊と同じように、年長の修道僧であるデカヌスによって率いられる形で、管理されていた。
この言葉は後に、大聖堂の聖堂参事会や、教区の一部を成すディーナリー (deanery) など、司祭たちの共同体の長を指して用いられるようになった。
大学が、大聖堂や修道院の付属学校の地位を脱して成長していくにつれ、ディーンという称号は、大学行政上の様々な職責を担う役職者たちに用いられるようになった。

## アメリカ合衆国
一部の中学校や高等学校には、校則による統制やある程度の学校事務にも関与する、教員ないし運営者として、ディーンと称される役職が置かれている。大規模校や寄宿舎制の学校の場合は、生徒の男女別、あるいは学年別に、それぞれのディーンが置かれていることもある。大部分の高等学校では校長に相当する職をプリンシパル (principal)、ないし、ヘッドマスター (headmaster) と呼称しているが、一部の、特に私立のプレパラトリー・スクールなどでは、学校の長をディーンと称している。
高等教育においては、この言葉はより一般的に用いられる。その意味する内容は、組織ごとに異なっているが、ディーンは通常、大学内において一定の意味をもつ一部の部門の集合体の長であり、例えば「ダウンタウン・キャンパスのディーン (dean of the downtown campus)」、「文理学部のディーン (dean of the college of arts and sciences)」、「医学校のディーン (dean of the school of medicine)」のように用い、教員の採用、学術上の方針の決定、予算の監督、ファンドレイジング（資金集め）、その他の諸々の大学行政に責任をもっている。こうしたディーンは、テニュアを得た教授としていずれかの部門に所属しているが、ディーンに就任すると、授業を行うことや研究活動の大部分は、継続を断念することとなる。
この他にも、高等教育において、ディーンと称されたり、それよりやや位置付けの低いアソシエイト・ディーン (associate dean)、アシスタント・ディーン (assistant dean) などと称される役職がある。例えば、多くの大学では、「ディーン・オブ・スチューデント(dean of students)」という役職が学生事務を担当していたり、「ディーン・オブ・ファカルティ (dean of the faculty)」という役職が日々の学校行政の中で教員の声を代弁している。

### プロフェッショナル・スクール
アメリカ合衆国において、大学の一部として位置付けられたロー・スクール、メディカル・スクール、神学校、その他プロフェッショナル・スクールなどのほとんどは、その組織の最高位の運営者をディーンと称している。多くの場合には、学務担当アソシエイト・ディーン (an associate dean of academics) とか、学生担当アソシエイト・ディーン (an associate dean of students) など、併せて数名のアソシエイト・ディーンないしアシスタント・ディーンが置かれる。
ロー・スクールの運営に関するアメリカ法曹協会 (ABA) の規定は、教育機関がABAの認証を得るために遵守しなければならないものであるが、ロー・スクールのディーンの役割について定めている。規定によれば、「ロースクールにはフルタイムのディーンが必置であり、これを選任する設置組織の統治機構に対してディーンは責任を負う (A law school shall have a full-time dean, selected by the governing board or its designee, to whom the dean shall be responsible)」とされる。したがって、ロー・スクールのディーンは、単に同僚の教授たちから選出されたというだけでも、大学の学長 (president) が指名しただけでも、その地位は認められない。
同様の基準は、メディカル・スクールのディーンについても存在する。特に、メディカル・スクールに認証を与え、それに基づいて連邦からの補助金や州政府からの許認可を可能にしているアメリカ医学教育連絡委員会 (LCME) は、運営の条件について詳細を定めている。LCME の規定は、「メディカル・スクールの長たる役職者は、通例「ディーン」と称され、メディカル・スクールに関して最終的な責任を負う大学の学長や他の役職者たちと常に連絡でき、また、ディーンの職責を全うするための必要に応じてその他の役職者とも同様の状態になければならない (chief official of the medical school, who usually holds the title 'dean,' must have ready access to the university president or other university official charged with final responsibility for the school, and to other university officials as are necessary to fulfill the responsibilities of the dean's office)」としている。さらにLCMEの規定は、ディーンが「教育と経験において、医学教育、学術活動、患者の治療を主導できるだけの資格を備えていなければならない (must be qualified by education and experience to provide leadership in medical education, scholarly activity, and care of patients)」とも、ディーンと教授陣の委員会がメディカル・スクールのポリシーを定めなければならない ([t]he dean and a committee of the faculty should determine medical school policies)」とも述べている。

## イギリス、および、アイルランド
イギリスの一部の大学においては、「ディーン」は、相互に関係する学問上の部門が集まった学部 (faculty) の長を意味する。例えば、「Dean of the Faculty of Arts and Humanities（芸術・人文学部長）」といった具合である。同様の用例は、オーストラリアやニュージーランドでも見られる。
オックスフォード大学やケンブリッジ大学のような、カレッジ（学寮）制度による大学においては、個々のカレッジに規律の責任者としてのディーンが置かれていることもある。こうした場合、学則などに反する不適切な行為の結果としてディーンと面談することを「ディーニング (deaning)」と称する。ディーンはまた、カレッジのチャペルの運営に責任を持つ場合もある。ケンブリッジ大学クイーンズ・カレッジやジーザス・カレッジ (ケンブリッジ大学)などでは、「ディーン・オブ・カレッジ (Dean of College)」と「ディーン・オブ・チャペル (Dean of Chapel)」は別個の役職として設けられており、同様に、ダブリン大学トリニティ・カレッジにおいては「シニア・ディーン (Senior Dean)」と「ジュニア・ディーン (Junior Dean)」という役職があり、それぞれ上級学年と下級学年の学生の規律を担当しており、これとは別に、「ディーン（ズ）・オブ・レジデンス (Deans of Residence)」が、カレッジのチャペルにおける礼拝を組織している。
ダラム大学には「ディーン・オブ・カレッジズ (Dean of Colleges)」が置かれているが、これは、様々なカレッジの代表者たち（principals and masters） の中から選ばれ、大学全体に関わる議論をする際に学部長 (faculty deans) に相当する立場でこれに加わるものである。
ランカスター大学の各カレッジには、学生の規律に責任をもつディーンがそれぞれ置かれている。

## カナダ
カナダのウォータールー大学のディーンについての職務規定は、「学部のディーンは、第一に大学の役職者であり、その職責上、評議員となり、必要に応じて主要な委員会、その他の大学組織の一員となる。大学の役職者として、ディーンは大学に関する諸事全般について独立した判断を下すと同時に、特定学部のポリシーや見解を代表するという二重の役割をもつ。ディーンは特定学部と他学部の関係を監督し、各学部が調和し、大学全体の目的に資するよう務めなければならない。ディーンは直接、学務担当副学長に対して報告を行う。

## 関連文献
- Buller, Jeffrey L, The Essential Academic Dean: A Practical Guide to College Leadership, ISBN 0-470-18086-2